# Maszeruj z chamem
Maszeruj z chamem – 22. album zespołu Stare Dobre Małżeństwo wydany w 2011 roku; autorem tekstów wszystkich piosenek jest Bogdan Loebl.

## Lista utworów

### CD 1
1. Skoro świt
2. Maszeruj z chamem
3. Blues nocy bieszczadzkiej
4. Zaciśnięta pięść róży
5. To ja
6. Srebrny pociąg
7. Chciałby mieć serce
8. Czym jestem?
9. Miałem tylko jedną twarz
10. A ty słońce śnij
11. Jagodowe wzgórze
12. Czułość
13. Cukier i sól
14. Tęsknota boli
15. Jak owad

### DVD
- Teledysk „Pragnę żyć”
- Film o powstaniu albumu z udziałem zespołu Stare Dobre Małżeństwo  i Bogdana Loebla.